# Puccinellia convoluta
Puccinellia convoluta är en gräsart som först beskrevs av Jens Wilken Hornemann, och fick sitt nu gällande namn av Jules Pierre Fourreau. Puccinellia convoluta ingår i släktet saltgrässläktet, och familjen gräs. Inga underarter finns listade i Catalogue of Life.